# Elverhøj (film fra 1939)
 For alternative betydninger, se Elverhøj (flertydig). (Se også artikler, som begynder med Elverhøj)
Elverhøj er et dansk kærlighedsdrama, mysterie- og eventyrfilm fra 1939, baseret på Johan Ludvig Heibergs teaterstykke af samme navn.
- Manuskript Gunnar Robert Hansen efter Heibergs Elverhøi (1828).
- Instruktion Svend Methling.

Blandt de medvirkende, hvoraf nogle havde udført de samme roller på Det kongelige Teater, kan nævnes:

## Medvirkende[1]
- Nicolai Neiiendam - Christian den Fjerde, konge af Danmark
- Carlo Wieth - Erik Walkendorff, herre til Højstrup
- Eva Heramb - Elisabeth Munk, Walkendorffs myndling
- Peter Poulsen - Albert Ebbesen, kongelig lensmand på Tryggevælde[a]
- Martin Hansen - Poul Flemming, en hofmand i kongens følge
- Palle Huld - Henrik Rud, endnu en hofmand i kongens følge
- Karen Poulsen - Karen, en bondekone på Tryggevælde
- Karin Nellemose - Agnete, "Elverpige" og Karens datter
- Rasmus Christiansen - Bjørn Olufsen, hushovmester på Højstrup
- Aage Winther-Jørgensen - Mogens, en jæger
- Edouard Mielche - Elverkongen

## Fodnoter
1. ↑  Elisabeth Munks udvalgte, der tilsyneladende plejer omgang med Elverfolket